# Cartouche à blanc
Pour les articles homonymes, voir Balle.

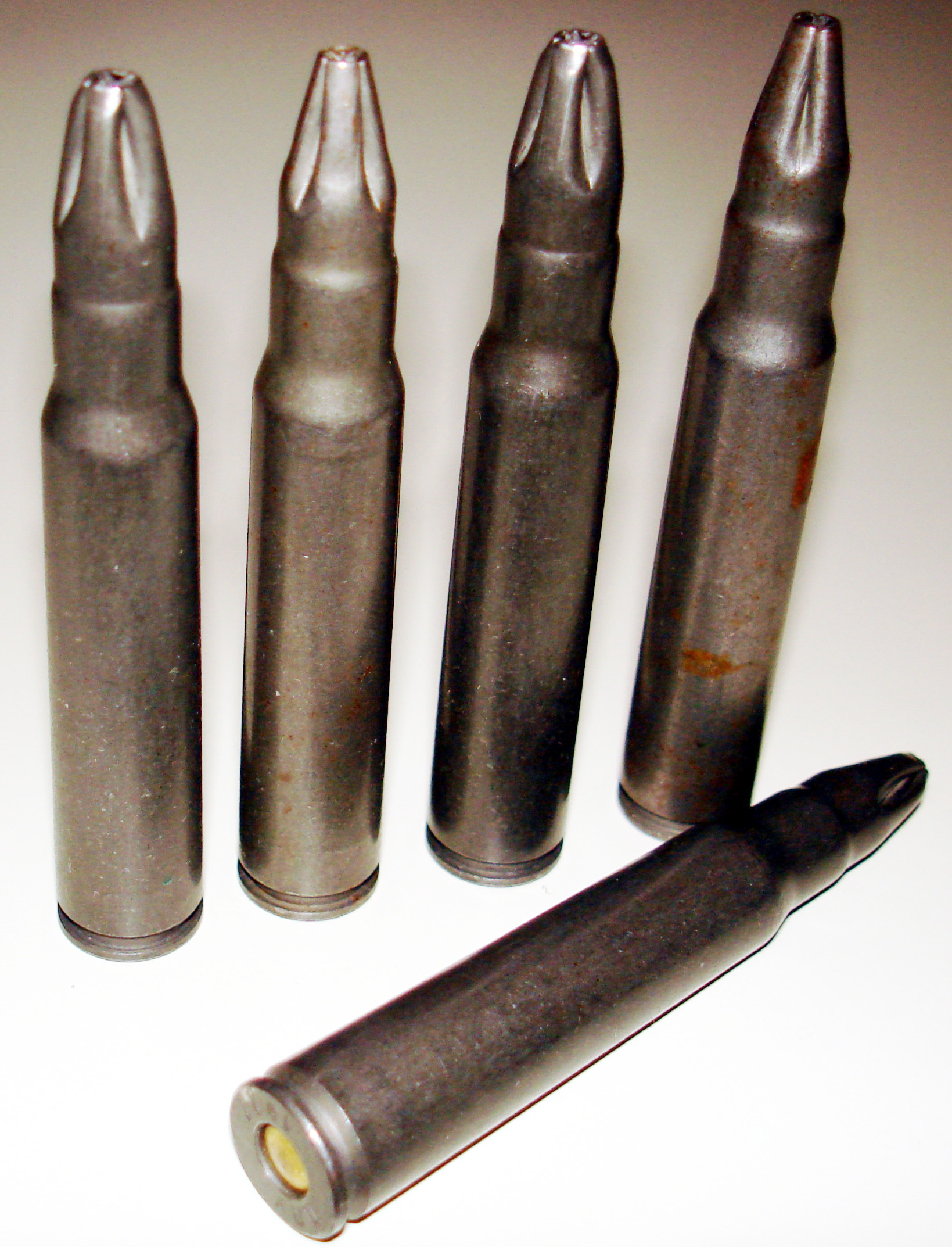
Cartouches à blanc de Yugoslavian 7,9 mm (7,92 × 57 mm ou 8 × 57 Mauser), pour M48 (copie yougoslave du K98k).

Une cartouche à blanc, ou munition à blanc, est une munition de petit calibre ne comportant pas de projectile (tel qu'une balle). L’expression « balle à blanc » est très utilisée  pour désigner ce type de munition, néanmoins elle est techniquement illogique étant donné que le mot « balle » désigne le projectile lui-même, dont une cartouche à blanc est par nature dépourvue.
Une cartouche à blanc contient une charge de poudre (souvent réduite) dans un étui habituellement en plastique (armes de tir) ou en laiton (armes d'alarme). Ces cartouches sont souvent de couleurs différentes des vraies cartouches afin de pouvoir les différencier des cartouches à balle réelle.

## Utilisation
Les militaires utilisent des cartouches à blanc pour l'entraînement des troupes, ainsi que lors de manifestations militaires publiques ou de reconstitutions historiques, ou encore lors des cérémonies commémoratives ou des funérailles militaires.
L'utilisation d'armes à blanc est également fréquente lors des tournages de cinéma et de télévision.
Elles peuvent aussi être utilisées lors de la constitution des pelotons d'exécution : toutes les armes utilisées sont chargées à balle réelle, sauf une, chargée à blanc, de sorte que chacun des tireurs puisse douter qu'il ait réellement tué le condamné.

## Risques et dangers
Bien que les cartouches à blanc soient dépourvues de projectile, leur utilisation n'est pas sans danger : 
- à courte distance ou à bout touchant, utilisées dans une arme à feu (même un pistolet d'alarme ou servant à donner le départ d'une course), ces munitions peuvent occasionner des blessures. Ces blessures sont souvent bénignes (ex. : tatouage induit par des résidus[2] ou particules de la bourre ou de poudre mal brûlées d'une cartouche à blanc ayant pénétré l'épiderme puis le derme[3]) mais parfois très graves voire immédiatement mortelles. La médecine connait de nombreux types de lésions dites « lésions balistiques « sans projectile » »[4],[5] : l'arme projette à grande vitesse des gaz brûlants et des déchets de poudre incandescents, susceptibles d'occasionner de graves brûlures ou de blesser par l'onde de choc (à courte distance). En 1984, l'acteur Jon-Erik Hexum fut ainsi tué par un tir de cartouche à blanc. Ayant appuyé sur la détente d'un revolver de type 44 Magnum chargé à blanc contre sa tête, l'onde de choc induite par l'explosion a pénétré son crâne en pulvérisant des fragments d'os profondément dans son cerveau. L'acteur est mort quelques jours après l'accident[6],[7]. Des cas de suicides réussis (au moyen d'une armes chargée d'une cartouche à blanc) ont été enregistrés[8] et étudiés, en Allemagne par exemple[9]. Une autopsie pratiquée en 2015 sur le corps d'une personne tuée par un pistolet chargé à blanc tourné contre sa poitrine « a révélé une cavité surdimensionnée, de multiples fractures de la paroi thoracique antérieure ainsi que des ruptures du cœur, de l'aorte, du lobe hépatique gauche et du diaphragme. Au total, la zone de destruction mécanique avait un diamètre d'environ 15 cm[10]. L'absence de blessure de sortie et de toute balle logée dans le corps, montre que la blessure a été exclusivement causée par la force d'éjection du gaz issu de la combustion de l'agent propulseur (poudre noire) »[10]. Ce type de blessure mortelle a été reproduit : une caméra a pu filmer à grande vitesse la formation d'une cavité (presque sphérique) dans un bloc de « gélatine d'étude balistique » contre laquelle avait été appliquée le pistolet du suicidé chargé avec de la poudre noire et sans projectile. 5 g de poudre noire ont ainsi produit une zone de destruction comparable à celle trouvé dans le corps du suicidé[10] ;

- les petits canons chargés à blanc pour les tirs de salutation ou de démonstration (dans la marine par exemple) peuvent aussi provoquer des blessures graves[11], et des canons de grande taille chargés à blanc peuvent provoquer des blessures bien plus graves[12] ;

- des blessures secondaires peuvent aussi advenir ; ainsi lors du tournage du film Scarface, Al Pacino s'est brûlé la main sur le canon d'une arme qui venait de tirer une série de cartouches à blanc[13] ;

- il est également possible qu'un projectile déjà présent dans l'arme (par exemple après un tir raté avec une cartouche ordinaire) puisse être éjecté par la mise à feu d'une cartouche à blanc. C'est de cette manière qu'est décédé l'acteur Brandon Lee en 1993 ;

- enfin, la confusion entre cartouches réelles et à blanc peut entraîner des accidents. Par exemple, en 2008 à Carcassonne, lors d'une journée portes ouvertes au 3e RPIMa, s'est produit un accident faisant 16 blessés : un chargeur à blanc ayant été accidentellement remplacé par un chargeur à balles réelles.

Tout comme les armes de tir à air comprimé, ou les cartouches à balles de caoutchouc, les cartouches à blanc doivent donc aussi être utilisées dans de bonnes conditions de sécurité.